# Ekspedycja 60
Ekspedycja 60 – stała załoga Międzynarodowej Stacji Kosmicznej, która sprawowała swoją misję od 24 czerwca do 3 października 2019 roku. Ekspedycja 60 rozpoczęła się wraz z odłączeniem od stacji statku Sojuz MS-11. 
Ekspedycją 60 dowodził Aleksiej Owczinin, który przeniósł się z Ekspedycji 59 wraz z amerykańskimi inżynierami lotnictwa Nickiem Hague i Christiną Koch. Dołączyli do nich Aleksandr Skworcow, Luca Parmitano i Andrew Morgan, którzy przybyli na Sojuz MS-13 w dniu 20 lipca 2019 r. 
Wyprawa zakończyła się 3 października 2019 r., kiedy Sojuz MS-12 (z Owczininem, Hague i uczestnikiem lotów kosmicznych Hazzą Al Mansourim) oddokował się ze stacji, a Koch, Skworcow, Parmitano i Morgan pozostali na MSK jako członkowie Ekspedycji 61. 
Podczas ostatnich dni tej ekspedycji, po przybyciu Sojuza MS-15, mieszkańcy stacji liczyli chwilowo 9 osób. Po raz pierwszy od odlotu Sojuza TMA-16M we wrześniu 2015 roku załoga ISS przekroczyła standardową liczbę sześciu osób.

## Załoga
| Pozycja         | Czerwiec-lipiec 2019 r                      | Lipiec-październik 2019 r                     |
| --------------- | ------------------------------------------- | --------------------------------------------- |
| Dowódca         | Aleksiej Owczinin, RSA Trzeci lot kosmiczny | Aleksiej Owczinin, RSA Trzeci lot kosmiczny   |
| Inżynier lotu 1 | Nick Hague, NASA Drugi lot kosmiczny        | Nick Hague, NASA Drugi lot kosmiczny          |
| Inżynier lotu 2 | Christina Koch, NASA Pierwszy lot kosmiczny | Christina Koch, NASA Pierwszy lot kosmiczny   |
| Inżynier lotu 3 |                                             | Aleksandr Skworcow, RSA Trzeci lot kosmiczny  |
| Inżynier lotu 4 |                                             | Luca Parmitano, ESA Drugi lot kosmiczny       |
| Inżynier lotu 5 |                                             | Andrew R. Morgan, NASA Pierwszy lot kosmiczny |